# دوشان لوجدا
دوشان لوجدا (بالتشيكية: Dušan Lojda)‏ مواليد 8 مارس 1988 في تشيكوسلوفاكيا، هو لاعب كرة مضرب تشيكي يلعب باليد اليسرى. أعلى تصنيف له في الفردي كان المركز الـ 161 في سنة 2010.

## بطولات حققها
- بطولة أمريكا المفتوحة للتنس

## روابط خارجية
- دوشان لوجدا على موقع رابطة محترفي التنس (الإنجليزية)
- دوشان لوجدا على موقع الاتحاد الدولي لكرة المضرب (الإنجليزية)
- دوشان لوجدا على موقع خلاصة التنس.كوم (الإنجليزية)